# ウォルター・ミリッシュ
ウォルター・ミリッシュ（Walter Mortimer Mirisch、1921年11月8日 - 2023年2月24日）は、アメリカ合衆国の映画プロデューサー。ウォルター・M・ミリッシュ(Walter M. Mirisch)との表記もある。

## 来歴
ニューヨーク出身。ユダヤ系アメリカ人。兄のマーヴィン・ミリッシュも映画プロデューサー。ミリッシュ家はテーラーを営んでいたが世界恐慌により家庭崩壊寸前であった。ウォルターはウィスコンシン大学を経て、ハーバード大学で数量分析の達人ロバート・マクナマラから軍需生産のロジスティックスを教わる。ウォルターは陸軍の身体検査に不合格だったが、この時のマクナマラの教えは後の映画製作に大いに役立った。
1940年代から西部劇を中心に映画プロデュースを行い、『荒野の七人』、『ウエスト・サイド物語』、『大脱走』、『夜の大捜査線』などの名作を世に送り出した。1973年から1977年まで映画芸術科学アカデミーの会長を務めた。その功績から、第50回アカデミー賞アービング・G・タルバーグ賞（1978年）、第55回アカデミー賞ジーン・ハーショルト友愛賞（1982年）、第34回ゴールデングローブ賞 セシル・B・デミル賞（1977年）を受賞した。
2023年2月24日、101歳で死去。自然死だった。

## 主な作品
- ボンバ Bomba, the Jungle Boy (1949)
- 火星超特急 Flight to Mars (1951)
- 第七機動部隊 Flat Top (1952)
- 戦闘機攻撃 Fighter Attack (1953) 製作総指揮、クレジットなし
- 第十一号監房の暴動 Riot in Cell Block 11 (1954) 製作総指揮、クレジットなし
- 第三暗黒街 The Human Jungle (1954) 製作総指揮、クレジットなし
- ビッグ・コンボ The Big Combo (1955) 製作総指揮、クレジットなし
- 七匹の無法者 Seven Angry Men (1955) 製作総指揮、クレジットなし
- USタイガー攻撃隊 An Annapolis Story (1955)
- 覆面の騎士 The Dark Avenger (1955)
- 法律なき町 Wichita (1955)
- 無警察地帯 The Phenix City Story (1955) 製作総指揮、クレジットなし
- ボディ・スナッチャー/恐怖の街 Invasion of the Body Snatchers (1956) 製作総指揮、クレジットなし
- 暴力の季節 Crime in the Streets (1956) 製作総指揮、クレジットなし
- 最初のテキサス人 The First Texan (1956)
- 敵中突破せよ! Hold Back the Night (1956) 製作総指揮、クレジットなし
- 友情ある説得 Friendly Persuasion (1956) 製作総指揮、クレジットなし
- 悪魔と魔女の世界 The Undead (1957) 製作総指揮、クレジットなし
- 開拓者の血闘 The Oklahoman (1957)
- 見知らぬ渡り者 The Tall Stranger (1957)
- 皆殺し砦 Fort Massacre (1958)
- 西部の人 Man of the West (1958)
- 罠の中の男 The Man in the Net (1959)
- ダッジ・シティ The Gunfight at Dodge City (1959)
- 騎兵隊 The Horse Soldiers (1959) 製作総指揮、クレジットなし
- 影を投げる Cast a Long Shadow (1959)
- 荒野の七人 The Magnificent Seven (1960)
- 愛するゆえに By Love Possessed (1961)
- ウエスト・サイド物語 West Side Story (1961) 製作総指揮、クレジットなし
- 噂の二人 The Children's Hour (1961) 製作総指揮、クレジットなし
- 夢の渚 Follow That Dream (1962) 製作総指揮
- 恋のKOパンチ Kid Galahad (1962) 製作総指揮、クレジットなし
- すれちがいの街角 Two for the Seesaw (1962)
- 大脱走 The Great Escape (1963) 製作総指揮、クレジットなし
- 欲望の家 Toys in the Attic (1963)
- ピンクの豹 The Pink Panther (1963) 製作総指揮、クレジットなし
- 633爆撃隊 633 Squadron (1964) 製作総指揮、クレジットなし
- 暗闇でドッキリ A Shot in the Dark (1964) 製作総指揮、クレジットなし
- アメリカ上陸作戦 The Russians are Coming,The Russians are Coming (1966) クレジットなし
- ハワイ Hawaii (1966)
- 努力しないで出世する方法 How to Succeed in Business Without Really Trying (1967) 製作総指揮、クレジットなし
- 夜の大捜査線 In the Heat of the Night (1967)
- ニューヨーク泥棒結社 Fitzwilly (1967)
- パーティ The Party (1968) 製作総指揮、クレジットなし
- 華麗なる賭け The Thomas Crown Affair (1968) 製作総指揮、クレジットなし
- 華麗なる悪 Sinful Davey (1969) 製作総指揮
- レモンのゆううつ Some Kind of a Nut (1969)
- 怒りを胸にふり返れ! Halls of Anger (1970) 製作総指揮
- 真夜中の青春 The Landlord (1970) 製作総指揮、クレジットなし
- 大洋のかなたに The Hawaiians (1970)
- 続・夜の大捜査線 They Call Me Mr. Tibbs! (1970) 製作総指揮
- 夜の大捜査線/霧のストレンジャー The Organization (1971)
- 屋根の上のバイオリン弾き Fiddler on the Roof (1971) 製作総指揮、クレジットなし
- スコルピオ Scorpio (1973)
- スパイクス・ギャング The Spikes Gang (1974)
- マジェスティック Mr. Majestyk (1974)
- ミッドウェイ Midway (1976)
- 原子力潜水艦浮上せず Gray Lady Down (1978)
- セイム・タイム、ネクスト・イヤー Same Time, Next Year (1978)
- ゼンダ城の虜 The Prisoner of Zenda (1979)
- ドラキュラ Dracula (1979)
- 恐怖のバースデイ・パーティ High Midnight (1979) テレビ映画、製作総指揮
- ロマンチック・コメディ Romantic Comedy (1983)
- デスペラード/ながれ者  Desperado (1987) テレビ映画
- パニック・イン・ザ・ビルディング Trouble Shooters: Trapped Beneath the Earth (1993) テレビ映画、製作総指揮
- ピンク・パンサー The Pink Panther (1993-1996) テレビアニメ、製作総指揮
- 荒野の七人 The Magnificent Seven (1998-1999) テレビドラマ、製作総指揮
- ピンクパンサー&パルズ Pink Panther & Pals (2010) テレビアニメ、製作総指揮
- マグニフィセント・セブン The Magnificent Seven (2016) 製作総指揮